# ASUS
ASUSTeK Computer Inc. eller ASUS (LSE: ASKD
, TWSE: 2357 ) er en multinational producent af computerhardware- og computere, der er hjemhørende i Taipei. Virksomheden producerer bundkort, grafikkort, PC'ere, bærbare computere, PDA'er, mobiltelefoner og LCD-skærme og andre computerrelaterede produkter.
Asus blev etableret i Taipei i 1989.

## Produkter
- ASUS PadFone
- Asus Eee PC